# Братство вечной любви
«Братство вечной любви» (The Brotherhood of Eternal Love) — организация американских хиппи, основанная в 1966 в Моджеска Кэньон (Калифорния, США). У её истоков стояли знаменитый идеолог психоделической культуры гарвардский профессор Тимоти Лири, богатый торговец недвижимостью Билл Хичкок, биохимик Рон Старк и кембриджский студент-химик Ричард Кемп. Организация занималась «расширением сознания» американской молодёжи с помощью ЛСД (всего за годы её существования было продано около 20 кг), но довольно скоро переключилась на распространение других психотропных веществ, включая продукты из конопли.
В 1968 году разведчики Братства добрались до афганского города Кандагар и познакомились с местными коммерсантами братьями Тохи, которые согласились поставлять им гашиш на постоянной основе. В том же году Афганистан посетил Глен Линд, один из первых членов Братства. Он прибыл на подержанном микроавтобусе, купленном в ФРГ, приобрёл у братьев Тохи 60 кг продукта, спрятал их под обшивку вагончика, пересёк пакистанскую границу и сдал свой автомобиль в багаж в порту Карачи. Трюк прошел успешно и с тех пор повторялся много раз, неизбежно принося Братству высокие прибыли.
С 1969 года в конопляной отрасли начал действовать Бобби Андрист, придумавший множество новых контрабандистских трюков. Он построил на Гавайских островах консервную фабрику, где местную марихуану закатывали в банки и отправляли в Калифорнию; он организовал фирму «Невероятный Импорт», начинявшую марихуаной японскую аудиотехнику; и, наконец, он разработал оригинальную технологию получения гашишного масла и устроил в своём гараже лабораторию по его производству.
Гашишное масло оказалось очень перспективным товаром. Вскоре один из лидеров Братства Рон Старк лично посетил Кандагар и с помощью братьев Тохи наладил его производство в Афганистане. Параллельно с этим проектом в Великобритании было организовано производство синтетического ТГК. С 1968 по 1971 год «Братство вечной любви» ввезло в США 2,7 т гашиша, построило шесть лабораторий по производству гашишного масла и две фабрики по консервированию марихуаны.

Начиная с 1971 года Братство испытывало всё более нарастающее давление со стороны ФБР и Управления по борьбе с наркотиками. За ведущими членами организации было установлено постоянное наблюдение, позволившее отследить трафик гашиша. В 1971 году канадской таможней в Ванкувере было конфисковано 320 кг, в начале 1972 в Портленде 600 кг (1330 фунтов). Весной того же года в Кандагаре был арестован старший из братьев Тохи, и производство гашишного масла было прекращено. Большинство лидеров Братства оказались в тюрьме к 1974 году. Старк и Андрист оставались на свободе дольше других и продолжали заниматься контрабандой гашиша; однако в начале 1980-х и они были вынуждены свернуть свою деятельность.